# Ratpenat cuacurt de Hahn
El ratpenat cuacurt de Hahn (Carollia subrufa) és una espècie de ratpenat pròpia del Salvador, Guatemala, Hondures, Mèxic i Nicaragua.